# Liste der deutschen Bahnhöfe der Preisklasse 2
Die Liste der deutschen Bahnhöfe der Preisklasse 2 enthält alle Bahnhöfe, die im Jahr 2024 von DB InfraGO in der Preisklasse 2 eingestuft wurden. Sie befinden sich häufig in Großstädten oder an Flughäfen und bieten täglich bahntypische Dienstleistungen. Viele dieser Bahnhöfe gehören zum SPFV mit Halt von Intercity-Express, EuroCity oder Intercity.

## Legende
- Typ, Lage, Bauform: Die Art des Bahnhofs nach der betrieblichen Bedeutung, seiner Lage im Netz und seiner Bauform.
- Eröffnung: Das Jahr der Eröffnung des Bahnhofs, das Empfangsgebäude kann jünger sein.
- Bahnsteiggleise: Die Anzahl der Bahnsteiggleise des Bahnhofs.
- Reisende pro Tag: Die Anzahl der täglichen Reisenden.
- Bild: Ein Bild des Bahnhofs (vorzugsweise des Empfangsgebäudes).

## Bahnhöfe der Preisklasse 2
| Name                               | Land                   | Typ, Lage, Bauform                                                      | Eröffnung | Bahnsteiggleise   | Reisende pro Tag  | Bild |
| ---------------------------------- | ---------------------- | ----------------------------------------------------------------------- | --------- | ----------------- | ----------------- | ---- |
| Aachen Hauptbahnhof                | Nordrhein-Westfalen    | Systemwechselbahnhof, Grenzbahnhof, Trennungsbahnhof, Durchgangsbahnhof | 1905      | 7                 | 25.000            |      |
| Aschaffenburg Hauptbahnhof         | Bayern                 | Durchgangsbahnhof, Trennungsbahnhof                                     | 1854      | 8                 | 14.000            |      |
| Augsburg Hauptbahnhof              | Bayern                 | Durchgangsbahnhof, Trennungsbahnhof                                     | 1846      | 15                | 43.500            |      |
| Bad Oldesloe                       | Schleswig-Holstein     | Trennungsbahnhof                                                        | 1865      | 5                 |                   |      |
| Bamberg                            | Bayern                 | Durchgangsbahnhof                                                       | 1844      | 7                 | 15.000            |      |
| Berlin Friedrichstraße             | Berlin                 | Berührungsbahnhof (Turmbahnhof)                                         | 1882      | 8                 | 262.000           |      |
| Berlin-Lichtenberg                 | Berlin                 | Durchgangsbahnhof                                                       | 1881      | 8                 | 85.000            |      |
| Berlin Ostkreuz                    | Berlin                 | Trennungsbahnhof (Turmbahnhof)                                          | 1882      | 12                | 255.000           |      |
| Berlin Potsdamer Platz             | Berlin                 | Haltepunkt (Tunnelbahnhof)                                              | 1939      | 8                 | 10.000 – 50.000   |      |
| Berlin-Spandau                     | Berlin                 | Trennungsbahnhof                                                        | 1910      | 6                 | 45.000            |      |
| Berlin-Wannsee                     | Berlin                 | Durchgangsbahnhof                                                       | 1874      | 7                 | 10.000 – 50.000   |      |
| Berlin Zoologischer Garten         | Berlin                 | Durchgangsbahnhof                                                       | 1882      | 6                 | 100.000 – 150.000 |      |
| Bielefeld Hauptbahnhof             | Nordrhein-Westfalen    | Durchgangsbahnhof                                                       | 1847      | 8                 | 40.000            |      |
| Bietigheim-Bissingen               | Baden-Württemberg      | Trennungsbahnhof                                                        | 1847      | 8                 |                   |      |
| Bochum Hauptbahnhof                | Nordrhein-Westfalen    | Trennungsbahnhof                                                        | 1957      | 8                 | 65.000            |      |
| Bonn Hauptbahnhof                  | Nordrhein-Westfalen    | Durchgangsbahnhof                                                       | 1885      | 5                 | 67.000            |      |
| Braunschweig Hauptbahnhof          | Niedersachsen          | Kreuzungsbahnhof                                                        | 1960      | 8                 | 39.000            |      |
| Bremen Hauptbahnhof                | Bremen                 | Durchgangsbahnhof                                                       | 1847      | 9                 | 147.000           |      |
| Bruchsal                           | Baden-Württemberg      | Kreuzungsbahnhof                                                        | 1843      | 8                 |                   |      |
| Chemnitz Hauptbahnhof              | Sachsen                | Kopf- und Durchgangsbahnhof                                             | 1854      | 14                | 13.000            |      |
| Cottbus Hauptbahnhof               | Brandenburg            | Kreuzungsbahnhof (ehem. Inselbahnhof)                                   | 1866      | 10                | 12.000            |      |
| Darmstadt Hauptbahnhof             | Hessen                 | Trennungsbahnhof                                                        | 1912      | 10                | 40.000            |      |
| Dresden-Neustadt                   | Sachsen                | Trennungsbahnhof                                                        | 1901      | 8                 | 26.000            |      |
| Düsseldorf Flughafen               | Nordrhein-Westfalen    | Durchgangsbahnhof                                                       | 2000      | 4                 |                   |      |
| Düsseldorf Flughafen Terminal      | Nordrhein-Westfalen    | Kopfbahnhof, Tunnelbahnhof                                              | 1975      | 2                 |                   |      |
| Erfurt Hauptbahnhof                | Thüringen              | Durchgangsbahnhof                                                       | 1846      | 10                | 46.000            |      |
| Flughafen BER                      | Brandenburg            | Durchgangsbahnhof, Tunnelbahnhof                                        | 2020      | 6                 | 120.000           |      |
| Frankfurt (Main) Süd               | Hessen                 | Durchgangsbahnhof                                                       | 1873      | 9                 | 22.500            |      |
| Frankfurt (Oder)                   | Brandenburg            | Trennungsbahnhof                                                        | 1846      | 6                 |                   |      |
| Freiburg (Breisgau) Hauptbahnhof   | Baden-Württemberg      | Kreuzungsbahnhof                                                        | 1845      | 8                 | 75.000            |      |
| Fulda                              | Hessen                 | Durchgangsbahnhof                                                       | 1895      | 10                | 20.000            |      |
| Fürth (Bayern) Hauptbahnhof        | Bayern                 | Durchgangsbahnhof                                                       | 1864      | 8                 | 10.000            |      |
| Gelsenkirchen Hauptbahnhof         | Nordrhein-Westfalen    | Trennungsbahnhof                                                        | 1847      | 6                 | 17.500            |      |
| Gießen                             | Hessen                 | Trennungsbahnhof (Keilbahnhof)                                          | 1854      | 11                | 28.000            |      |
| Göttingen                          | Niedersachsen          | Durchgangsbahnhof                                                       | 1854      | 8                 | 49.000            |      |
| Hagen Hauptbahnhof                 | Nordrhein-Westfalen    | Durchgangsbahnhof                                                       | 1848      | 10 (16)           | 30.000            |      |
| Halle (Saale) Hauptbahnhof         | Sachsen-Anhalt         | Kreuzungsbahnhof (Inselbahnhof)                                         | 1890      | 13                | 40.000            |      |
| Hamburg Dammtor                    | Hamburg                | Haltepunkt                                                              | 1903      | 4                 | 43.000            |      |
| Hamburg-Harburg                    | Hamburg                | Durchgangsbahnhof                                                       | 1897      | 8                 | 80.000            |      |
| Hamm (Westfalen) Hauptbahnhof      | Nordrhein-Westfalen    | Kreuzungsbahnhof                                                        | 1847      | 12                | 27.000            |      |
| Hanau Hauptbahnhof                 | Hessen                 | Durchgangsbahnhof                                                       | 1966      | 11                | 20.000            |      |
| Heidelberg Hauptbahnhof            | Baden-Württemberg      | Durchgangsbahnhof                                                       | 1840      | 9                 | 42.000            |      |
| Heilbronn Hauptbahnhof             | Baden-Württemberg      | Kreuzungsbahnhof                                                        | 1874      | 7                 | 14.000            |      |
| Herford                            | Nordrhein-Westfalen    | Kreuzungsbahnhof                                                        | 1847      | 7                 | 12.000            |      |
| Hildesheim Hauptbahnhof            | Niedersachsen          | Trennungsbahnhof                                                        | 1884      | 9                 | 30.500            |      |
| Ingolstadt Hauptbahnhof            | Bayern                 | Trennungsbahnhof                                                        | 1874      | 7                 | 12.500            |      |
| Kaiserslautern Hauptbahnhof        | Rheinland-Pfalz        | Kopf- und Durchgangsbahnhof                                             | 1848      | 13                | 24.000            |      |
| Kassel Hauptbahnhof                | Hessen                 | Kopfbahnhof                                                             | 1856      | 12                | 12.000            |      |
| Kassel-Wilhelmshöhe                | Hessen                 | Durchgangsbahnhof (Reiterbahnhof)                                       | 1991      | 8                 | 30.000            |      |
| Kiel Hauptbahnhof                  | Schleswig-Holstein     | Kopfbahnhof                                                             | 1899      | 8                 | 37.000            |      |
| Koblenz Hauptbahnhof               | Rheinland-Pfalz        | Kreuzungsbahnhof                                                        | 1902      | 10                | 28.000            |      |
| Landshut (Bay) Hauptbahnhof        | Bayern                 | Kreuzungsbahnhof                                                        | 1858      | 7                 |                   |      |
| Lübeck Hauptbahnhof                | Schleswig-Holstein     | Durchgangsbahnhof (Reiterbahnhof)                                       | 1908      | 8                 | 34.000            |      |
| Ludwigshafen (Rhein) Hauptbahnhof  | Rheinland-Pfalz        | Trennungsbahnhof                                                        | 1969      | 10                |                   |      |
| Lüneburg                           | Niedersachsen          | Kreuzungsbahnhof                                                        | 1847      | 7                 |                   |      |
| Magdeburg Hauptbahnhof             | Sachsen-Anhalt         | Durchgangsbahnhof                                                       | 1873      | 9                 | 32.000            |      |
| Mainz Hauptbahnhof                 | Rheinland-Pfalz        | Kreuzungsbahnhof                                                        | 1884      | 9                 | 75.000            |      |
| Mannheim Hauptbahnhof              | Baden-Württemberg      | Kreuzungsbahnhof                                                        | 1840      | 11                | 118.000           |      |
| Mönchengladbach Hauptbahnhof       | Nordrhein-Westfalen    | Kreuzungsbahnhof                                                        | 1851      | 9                 |                   |      |
| München-Pasing                     | Bayern                 | Durchgangsbahnhof                                                       | 1840      | 9                 | 139.000           |      |
| Münster (Westfalen) Hauptbahnhof   | Nordrhein-Westfalen    | Durchgangsbahnhof                                                       | 1890      | 9                 | 70.000            |      |
| Neumünster                         | Schleswig-Holstein     | Kreuzungsbahnhof                                                        | 1844      | 6                 | 13.000            |      |
| Neuss Hauptbahnhof                 | Nordrhein-Westfalen    | Kreuzungsbahnhof                                                        | 1853      | 8                 | 13.000            |      |
| Neustadt (Weinstraße) Hauptbahnhof | Rheinland-Pfalz        | Kreuzungsbahnhof                                                        | 1847      | 6                 | 20.000            |      |
| Oberhausen Hauptbahnhof            | Nordrhein-Westfalen    | Kreuzungsbahnhof                                                        | 1847      | 10                |                   |      |
| Offenburg                          | Baden-Württemberg      | Durchgangsbahnhof                                                       | 1844      | 7                 | 27.000            |      |
| Oldenburg (Oldenburg) Hauptbahnhof | Niedersachsen          | Durchgangsbahnhof                                                       | 1915      | 7                 | 25.000            |      |
| Osnabrück Hauptbahnhof             | Niedersachsen          | Kreuzungsbahnhof (Turmbahnhof)                                          | 1895      | 9                 | 20.000            |      |
| Paderborn Hauptbahnhof             | Nordrhein-Westfalen    | Trennungsbahnhof                                                        | 1850      | 5                 | 11.500            |      |
| Pforzheim Hauptbahnhof             | Baden-Württemberg      | Durchgangsbahnhof                                                       | 1861      | 7                 | 50.000            |      |
| Plochingen                         | Baden-Württemberg      | Trennungsbahnhof                                                        | 1846      | 8                 |                   |      |
| Potsdam Hauptbahnhof               | Brandenburg            | Durchgangsbahnhof (Reiterbahnhof)                                       | 1838      | 6                 | 70.000            |      |
| Regensburg Hauptbahnhof            | Bayern                 | Durchgangsbahnhof                                                       | 1892      | 11 (mit 101, 109) |                   |      |
| Rheine                             | Nordrhein-Westfalen    | Kreuzungsbahnhof                                                        | 1856      | 5                 | 12.000            |      |
| Rosenheim                          | Bayern                 | Kreuzungsbahnhof                                                        | 1876      | 8                 | 20.000            |      |
| Rostock Hauptbahnhof               | Mecklenburg-Vorpommern | Durchgangsbahnhof                                                       | 1886      | 11                | 24.000            |      |
| Saarbrücken Hauptbahnhof           | Saarland               | Durchgangsbahnhof                                                       | 1852      | 10                | 29.000            |      |
| Singen (Hohentwiel)                | Baden-Württemberg      | Kreuzungsbahnhof                                                        | 1863      | 8                 |                   |      |
| Solingen Hauptbahnhof              | Nordrhein-Westfalen    | Kreuzungsbahnhof                                                        | 1867      | 5                 | 16.000            |      |
| Trier Hauptbahnhof                 | Rheinland-Pfalz        | Kreuzungsbahnhof                                                        | 1878      | 5                 | 18.000            |      |
| Tübingen Hauptbahnhof              | Baden-Württemberg      | Trennungsbahnhof                                                        | 1862      | 7                 | 50.000            |      |
| Uelzen                             | Niedersachsen          | Kreuzungsbahnhof                                                        | 1847      | 7                 |                   |      |
| Ulm Hauptbahnhof                   | Baden-Württemberg      | Durchgangsbahnhof                                                       | 1850      | 12                | 29.000            |      |
| Wiesbaden Hauptbahnhof             | Hessen                 | Kopfbahnhof                                                             | 1906      | 10                | 46.000            |      |
| Wolfsburg Hauptbahnhof             | Niedersachsen          | Durchgangsbahnhof                                                       | 1957      | 6                 | 10.000            |      |
| Worms Hauptbahnhof                 | Rheinland-Pfalz        | Kopf- und Durchgangsbahnhof                                             | 1904      | 8                 | 15.000            |      |
| Wuppertal Hauptbahnhof             | Nordrhein-Westfalen    | Durchgangsbahnhof                                                       | 1848      | 5                 | 40.000            |      |
| Würzburg Hauptbahnhof              | Bayern                 | Kreuzungsbahnhof                                                        | 1848      | 11                | 28.000            |      |